# Селезньов Олександр Сергійович
Олекса́ндр Сергі́йович Селезньо́в (* 11 квітня 1986, Могилів-Подільський) — відомий український музикант, барабанщик. Співпрацював з такими виконавцями і колективами: Камалія, Євген Хмара, Нэнси, Rowan Pattison Trio, MamaRika, Bryats Band, Ars Nova, FRANCO, Laud, Piano Flamenco Band, Grandeur of the Seas Orchestra та ін.

## Життєпис
Олександр ріс у сім'ї музикантів. Батько Сергій Селезньов, викладач по класу гітари у Вінницькому училищі культури і мистецтв, мати — Ірина Селезньова, піаністка.
З дитинства слухав платівки класичної музики та записи The Beatles.
Протягом 2000—2003 навчався у Вінницькому училищі культури і мистецтв, у 2008 році закінчив Київський національний університет культури і мистецтв, клас професора Черненко Г.В.
На майстер-класах за кордоном займався у таких «монстрів сцени», як Eric Mooore і Marcin Jahr.
Фіналіст і переможець таких конкурсів барабанщиків як: «Музторг 2006», «Baltic Drummer's League 2007», «Музторг 2007», «Roland V-Drums Contest 2010», «Modern Drummer Hero 2015».

У 2015 отримав перше місце на конкурсі «Modern Drummer Hero 2015» у якому Шеннон Лето (30 Seconds to Mars) високо оцінив гру Олександра, прокоментувавши виконану композицію:
|  | «Мені сподобалося, що він дозволив пісні «дихати». Що не перевантажив партію своєю грою. При цьому він привніс свою індивідуальність.», - Шеннон Лето. |

Також, Олександр співзасновник та викладач приватних курсів гри на ударних інструментах “SKYSTICKS”. Автор першого підручника по грі на ударних інструментах українською мовою “Я_БАРАБАНЩИК. Суперметод гри на барабанах” (вид. “Нова Книга”, Вінниця, 2019), автор багатьох креативних відеоуроків по барабанам на Youtube “Funny Drums” та “Барабанные фишки для айтишки”.

У 2020 році Олександр Селезньов став стипендіатом програми Міністра культури і національної спадщини Республіки Польща "GAUDE POLONIA”, і реалізовує освітній проєкт для барабанщиків під кураторством відомого польського барабанщика Krzysztof Gradziuk.

У вересні 2023-го пройшов двотижневе навчання в музичній академії «Ausbildungsmusikkorps der Bundeswehr», (Німеччина), та стажування в головному церемоніальному оркестрі Берліну - «Stabsmusikkorps der Bundeswehr».

## Сольна кар'єра
У березні 2020 відбувся реліз першого авторського EP - «Freedom». У запису міні-альбому брали участь такі музиканти як Орест Філіпов, Володимир Лебедєв, Олексій Нестеренко та відомий hip-hop артист - J Scope. Всі аранжування належать відомому саунд продюсеру, артисту лейблу Trippy Code Records - Микиті Щуру (Rafthouse).
У тому ж році «Freedom» був номінований у шорт-ліст музичної премії Aprize Music Awards. А 21-го червня 2021-го р., відбувся дебютний виступ  проєкту Oleksandr Seleznov etc в Caribbean Club.
20-го вересня 2024 відбувся реліз повноцінного jazz-fusion альбому Oleksandr Seleznov - «The Story Goes On». До запису приєднались Олександр Леонов (гітара), Олег Пашковський (клавішні), Володимир Лебедєв (саксофон), Стас Дяченко (бас), Микита Щур (електроніка в “But Know!”).

## Дискографія
- Bryats Band - «Бряц-Band» (2008)
- Hillsong Kiev - «Неразделимы» (2010)
- Hillsong Kiev - «Ритм благодати» (2012)
- Hillsong Kiev - «Бог есть Любовь» (2011)
- LAMPA - «Wormwood» (2015)
- LAMPA - «Too Late» (2016)
- Bryats Band - «Acoustic» (2016)
- Lake Placid - «Rock is Still Alive» (2017)
- Alexandr Seleznov - «Freedom (EP)» (2020)
- Jabberheads - Birds Of November (2020)
- Alexandr Seleznov feat. Марта Любчик - «Хвилі» (2021)
- Alexandr Seleznov feat. Марта Любчик -  «Ой на річці на Ордані» (2022)
- Oleksandr Seleznov - «The Story Goes On» (2024)
- Alexandr Seleznov feat. ODARA - «Ой з-за гори чорна хмара встала» (2024)